# Fairyland
Fairyland je power metalová, symphonic metalová kapela pocházející z Francie z města Nice.

## Diskografie
- Realm of Wonders (Demo) (2000)
- Of Wars in Osyrhia (2003)
- The Fall of an Empire (2006)
- Score to a New Beginning (2009)